# 短喙杓蛤
短喙杓蛤（学名：Cuspidaria okezoko），又稱桶底杓蛤，是笋螂目杓蛤科杓蛤属的一种。主要分布于中国大陆、台湾，常栖息在水深365－395米软泥底。